# Drosophila mediopicta
Drosophila mediopicta är en tvåvingeart som beskrevs av Frota-pessoa 1954. Drosophila mediopicta ingår i släktet Drosophila och familjen daggflugor.
Artens utbredningsområde är Panama och Brasilien.